# Ryzykanci
Ryzykanci (oryg. Double Team) – film z 1997 roku w reżyserii Tsuia Harka.

## Opis fabuły
Agent Jack Quinn ma schwytać Stavrosa. Misja agenta kończy się niepowodzeniem za co zostaje odesłany do kolonii karnej dla agentów oficjalnie już nie żyjących. Po ucieczce stamtąd Quinn musi ratować swą ciężarną małżonkę która trafiła w ręce Stavrosa. Jackowi z pomocą przychodzi ekscentryczny handlarz bronią Yaz.

## Obsada
- Jean-Claude Van Damme – Jack Quinn
- Dennis Rodman – Yaz
- Mickey Rourke – Stavros
- Paul Freeman – Goldsmythe
- Natacha Lindinger – Kath
- Valeria Cavalli – Dr. Maria Trifioli
- Jay Benedict – Brandon